# Убийство Андрея Карлова
Убийство посла России в Турции Андрея Карлова произошло 19 декабря 2016 года около 19:05 в Центре современного искусства Анкары на открытии фотовыставки «Россия глазами путешественника: от Калининграда до Камчатки».
Преступник в деловом костюме и галстуке, прошедший на выставку по документам полицейского, расстрелял в спину выступавшего у стойки-пюпитра перед микрофоном дипломата.
По одним данным, Карлов был убит на месте наповал и остался лежать неподвижно (в дипломата попало 9 пуль), по другим — с тяжёлым огнестрельным ранением был доставлен в больницу, где скончался.
Убийство было снято камерой прессы; запись попала в интернет. Расследование преступления заняло более двух лет.
В январе 2019 года в Анкаре начался судебный процесс по делу об убийстве посла Карлова.

## Преступник
По словам главы МВД Турции Сулеймана Сойлу, 22-летний Мевлют Мерт Алтынташ (тур. Mevlüt Mert Altıntaş) ранее служил полицейским в спецподразделении полиции Анкары, но в момент убийства, по данным Reuters, не был при исполнении обязанностей.
По сведениям турецкой прессы, Алтынташ родился 24 июня 1994 года в городе Сёке, окончил полицейский колледж в Измире и служил в департаменте специальных сил полиции Анкары. У него имелось полицейское удостоверение, которое он предъявил охране и беспрепятственно прошёл на выставку. Занимаемая должность позволяла Алтынташу быть среди тех, кто по долгу службы охранял публичное мероприятие с участием посла.
Ряд турецких СМИ утверждает, что Алтынташа уволили из полиции после июльской попытки государственного переворота, подозревая спецназовца в связях с заговорщиками.

## Ход событий
Посол Карлов выступал за стойкой-пюпитром, когда Алтынташ, находившийся, судя по опубликованным фотографиям и материалам видеосъёмки, сзади и вне поля зрения жертвы, выхватил пистолет сразу после фразы «…будет способствовать сближению народов нашей страны» и около 19:05 произвёл серию выстрелов, большинство из которых было в спину дипломату, после чего прокричал: «Не забывайте Алеппо!» «Не забывайте Сирию!».
После того, как раненый Карлов упал на пол и опрокинулся на спину, нападавший выстрелил в лежащую навзничь жертву ещё раз.
Охваченная страхом и паникой публика бросилась из зала, часть людей пыталась спрятаться за столами и выступами стен. Застрелив посла, преступник несколько минут выкрикивал лозунги об Алеппо и Сирии, а также вёл беспорядочную стрельбу: частью в потолок, частью в разбегавшихся посетителей, ранив троих из них, граждан Турции.
По сведениям турецкой газеты Hürriyet, всего нападавшим в Центре современного искусства было произведено от 15 до 20 выстрелов. Судмедэкспертиза обнаружила в теле Карлова 9 пуль.
Согласно показаниям свидетелей и видеозаписи, убийца кричал: «Это вам за Алеппо», «мы умираем там, ты умрёшь здесь» и «Аллах Акбар!», после чего прокричал посетителям выставки «всем назад!» и «только смерть остановит меня», при этом все эти выкрики были на смеси хорошего турецкого и плохого арабского языков.
Примерно через 20 минут в перестрелке с бойцами спецподразделений Алтынташ в 19:27 был убит. Сообщалось о том, что у нападавшего было двое сообщников.

## Критика действий охраны
Вопросы в прессе и у экспертов вызвало бездействие силовых структур, которые должны были осуществлять охрану российского посла на выставке в Анкаре, но фактически в момент покушения оставили дипломата полностью беззащитным.
Внимание СМИ и экспертов привлекло бездействие в момент покушения и сразу после него — как турецкой полиции, так и личной охраны посла, сопровождавшей его на публичных мероприятиях, которая никак себя не проявила.
Анализируя причины провала охраны в ходе покушения, генерал-майор ФСБ в запасе, член Совета по внешней и оборонной политике Александр Михайлов посетовал на то, что ношение оружия охраной посла за пределами посольства законами страны пребывания не предусмотрено, охранять посла своими силами «очень сложно», вследствие чего послы России за рубежом «всегда находятся в уязвимом положении».
Отсутствие у российских послов собственной вооружённой охраны на выездных мероприятиях подтвердил и президент РФ Владимир Путин.

## Реакция

### Россия
Президент РФ Владимир Путин объявил, что посол Карлов погиб на боевом посту. Ответом России на убийство посла в Турции будет «усиление борьбы с терроризмом». Между Путиным и Эрдоганом достигнута договорённость о совместном расследовании преступления. Об этом Путин сообщил на экстренном совещании с министром иностранных дел Сергеем Лавровым, директором Службы внешней разведки Сергеем Нарышкиным и директором ФСБ Александром Бортниковым.
Главное управление по расследованию особо важных дел Следственного комитета России возбудило уголовное дело по признакам состава преступления, предусмотренного частью 3 статьи 361 УК РФ (акт международного терроризма, повлёкший причинение смерти человеку) и направило в Турцию собственную следственную группу. В МИД РФ сообщили, что Россия квалифицирует произошедшее как террористический акт.
Российская сторона охарактеризовала цель убийства посла в Турции как попытку срыва процесса нормализации отношений между Россией и Турцией после кризиса, связанного с уничтожением российского Су-24 в Сирии в ноябре 2015 года.
9 марта 2021 года после вынесения приговора по делу об убийстве Андрея Карлова МИД России заявил, что ждет от турецких властей информации о заказчиках убийства.

### Международная реакция
Убийство посла России в Анкаре осудили ООН, Евросоюз, ОБСЕ, НАТО, США, Совет Лиги арабских государств, Франция, Италия, Великобритания и другие страны, глубокие соболезнования выразила Турция. Совбез ООН единогласно признал убийство актом международного терроризма и призвал наказать его исполнителей, организаторов и спонсоров. США предложили России и Турции помощь в расследовании преступления.
Би-би-си упомянуло, что убийству посла предшествовали массовые уличные протесты против российской военной операции в Сирии, которые происходили в Анкаре. Мэр Анкары Мелих Гёкчек назвал главной целью убийства подрыв отношений между Россией и Турцией. 21 декабря 2016 года сирийские исламистские повстанцы коалиции «Джейш аль-Фатх» взяли на себя ответственность за убийство. Обвинения в организации убийства отверг оппозиционный турецкий политик, проживающий в США, Фетхуллах Гюлен, которого упоминали в числе возможных подозреваемых, и зашифрованные контакты 8 сторонников которого были обнаружены в телефоне террориста.

## Расследование
19 декабря 2016 года, вскоре после убийства, турецкими правоохранительными органами было задержано пять человек, включая отца, мать и сестру террориста.
20 декабря 2016 года российская оперативно-следственная группа в составе 18 сотрудников спецслужб, Следственного комитета и МИДа вылетела из России в Турцию для расследования.
7 января 2017 года были арестованы четверо полицейских — бывших сослуживцев Мевлюта Мерта Алтынташа. Прокуратура города Измир заявила, что ещё одним арестованным является активист движения проповедника Фетхуллаха Гюлена, некто Сулейман Эрген, «курировавший» сторонников проповедника из числа курсантов Полицейской школы им. Рушту Унсала в Измире, где обучался Алтынташ. Всем им предъявлено обвинение в «принадлежности к вооружённой террористической организации». Сообщено также, что убийца готовился к покушению на Андрея Карлова по меньшей мере с октября 2016 года — в частности, собирая информацию о российском дипломате через компьютер соседа по комнате.
В числе арестованных по делу оказались ещё несколько человек, включая организатора выставки и директора медиагруппы Guru. В материалах дела утверждается, что эти лица, как и сам убийца Алтынташ, «имели прямое отношение к организации Гюлена». В ноябре 2018 года стало известно о завершении следствия по делу. После окончательной проверки материалов Республиканской прокуратурой, сотрудником которой подготовлено обвинительное заключение, дело будет передано в суд. Процесс начался в 2019 году.

## Суд
8 января 2019 года в Анкаре начался судебный процесс. На скамье подсудимых оказалось 18 человек, а всего обвиняемых 28, включая проповедника Фетхуллаха Гюлена, находящегося в США и являющегося, по версии обвинения, организатором и идеологом преступления. Помимо убийства посла, обвинения предъявлены также в нарушении конституционного порядка и создании вооружённой террористической группировки.
9 марта 2021 года суд Анкары вынес приговор обвиняемым, пять из них были осуждены к пожизненному заключению, девять человек были осуждены к различным срокам заключения от 5 до 15 лет, пятеро фигурантов дела были оправданы, ещё девять подозреваемых все ещё находятся в розыске. Никто из обвиняемых не признал свою вину.

## Память
20 декабря 2016 года глава МИД Турции Мевлют Чавушоглу сообщил, что улица в Анкаре, на которой находится посольство России, будет названа именем погибшего, что и было впоследствии сделано..
20 декабря 2016 года мэрия Анкары приняла решение назвать выставочный зал в Центре современного искусства, в котором был застрелен Андрей Карлов, в его честь.
20 декабря 2016 года Учёный совет МГИМО учредил именные стипендии и премии им. А. Г. Карлова для студентов и преподавателей университета, занимающихся восточной проблематикой. Кроме того, имя посла будет также присвоено дипломатическому клубу МГИМО.
1 марта 2017 года улица Андрея Карлова появилась в Москве.

## Статьи
- Леонид Исаев, арабист, старший преподаватель Высшей школы экономики. Дипломатия после смерти: что ждёт отношения России и Турции. Росбизнесконсалтинг (20 декабря 2016). Дата обращения: 20 декабря 2016.
- «Russian ambassador to Turkey Andrei Karlov shot dead in Ankara» — информационная статья BBC, 20 December 2016 (англ.)
- Заявление МИД России в связи с убийством А. Г. Карлова, 19.12.2016
- «Убийство посла: месть за Алеппо или международный заговор?» — аналитическая статья Би-Би-Си, 20 декабря 2016